# HC Dukla Praga
El HC Dukla Praga es un club checo de balonmano de la ciudad de Praga. Fue el club más laureado de Checoslovaquia y uno de los mejores clubes de Europa en la década de los 60.

## Historia
En 1948, el ejército checoslovaco formó un club deportivo llamado Armádní tělovýchovný klub que acabó por ser llamado Dukla, en honor al pueblo que resistió a los nazis en la Segunda Guerra Mundial. El club fue uno de los más importantes del balonmano europeo durante la década de los 50 y los 60. En 1957 ganó la Liga de Campeones de la EHF, al igual que en 1963.
Fue además el equipo más laureado de Checoslovaquia, al lograr 28 ligas.

## Palmarés
- Liga de Checoslovaquia de balonmano (28): 1950, 1953, 1954, 1955, 1956, 1958, 1959, 1961, 1962, 1963, 1964, 1965, 1966, 1967, 1970, 1977, 1979, 1980, 1982, 1983, 1984, 1985, 1986, 1987, 1988, 1990, 1991, 1992
- Liga de balonmano de la República Checa (4) 1994, 1995, 2011, 2017
- Liga de Campeones de la EHF (3): 1957, 1963, 1984